# Aliados (Primera Guerra Mundial)

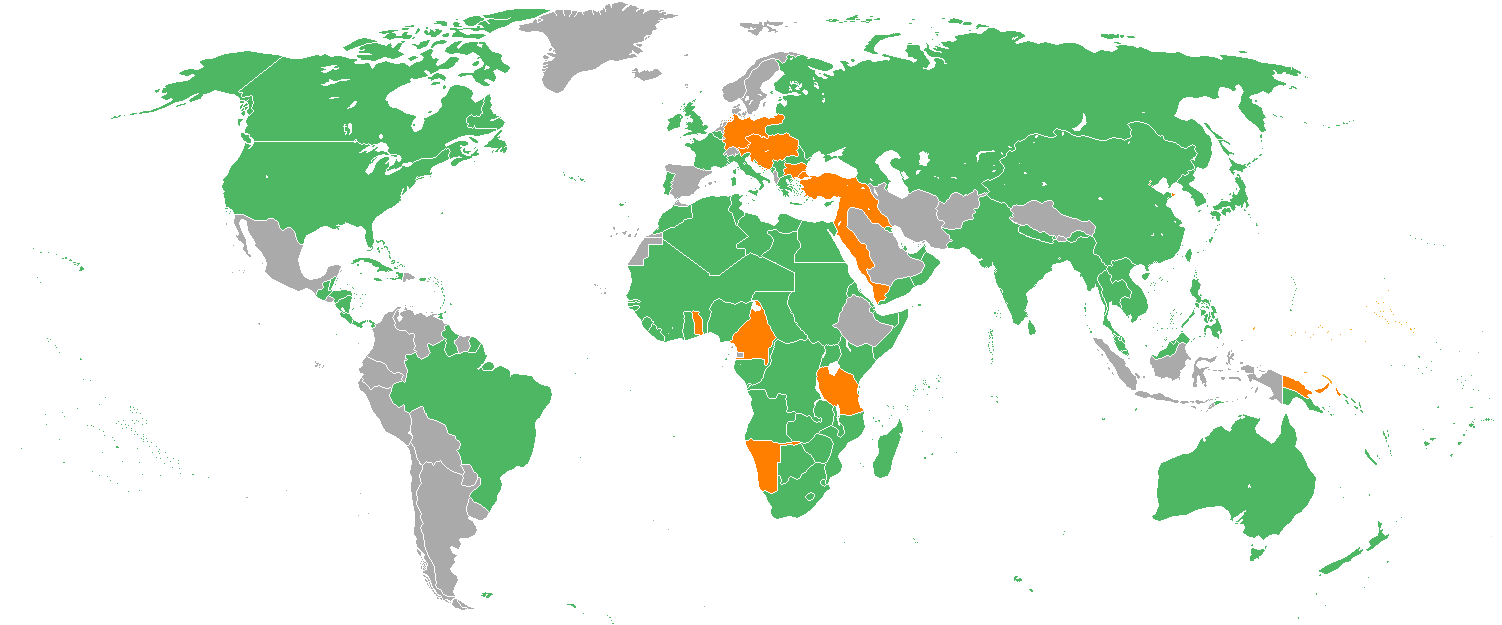
Mapamundi que muestra los participantes durante la Primera Guerra Mundial.
Entente y los Aliados (algunos entraron en la guerra y otros se mantuvieron neutral pero apoyaron a sus aliados)
Potencias Centrales
Países neutrales

Evolución de las alianzas durante la Primera Guerra Mundial:
Entente
Colonia, dominio y/o territorios ocupados por la Entente
Potencias centrales
Territorio ocupado por las potencias centrales y/o sus colonias
Neutral

En el contexto de la Primera Guerra Mundial, se entiende por Aliados  a los países en conflicto con las Potencias Centrales. El bloque aliado tuvo su origen en la Triple Entente, integrada por: Francia, el Reino Unido y Rusia. En sentido estricto comenzaron a llamarse así tras la firma del Pacto de Londres, el 5 de septiembre de 1914

## Principales países aliados
- 8 países en total participaron durante la primera Gran Guerra.
- Reino de Bélgica (incluyendo sus fuerzas coloniales)
- Reino de Serbia
- Reino de Montenegro
- Tercera República Francesa (incluyendo sus fuerzas coloniales)
- Imperio ruso (hasta marzo de 1917), el Gobierno Provisional Ruso capituló en noviembre de 1917.
- Imperio británico
  -  Reino Unido de Gran Bretaña e Irlanda
  -  Australia
  -  Territorios británicos de ultramar
  -  Raj británico
  -  Canadá
  -  Dominio de Terranova
  -  Nueva Zelanda
  -  Unión Sudafricana
- Reino de Italia (a partir de abril de 1915 e incluyendo sus fuerzas coloniales)
- Estados Unidos de América (con la Fuerza Expedicionaria Estadounidense a partir de 1917)
  -   Puerto Rico (su desempeño fue en el canal de Panamá desde mayo de 1917 con el 65.º Regimiento de Infantería (Estados Unidos), conocido en inglés como 65th Infantry Regiment (United States)

## Otros países aliados
Otros países que tuvieron participación militar:
- (Gran) Imperio del Japón
- República Portuguesa (a partir de marzo de 1916 e incluyendo sus fuerzas coloniales)
- Reino de Rumanía (de agosto de 1916 a mayo de 1918)
- Reino de Grecia (el Gobierno de Defensa Nacional declaró la guerra a las Potencias Centrales en noviembre de 1916, el estado lo hizo en junio de 1917)
- Principado de Albania
- República de los Estados Unidos del Brasil (a partir de octubre de 1917)
- República Democrática de Armenia (a partir de mayo de 1918)
- República Checoslovaca (con la Legión Checoslovaca)
- Reino de Finlandia (a partir de octubre de 1918)
- Reino de Nepal (sus fuerzas se integraron en el Ejército Indio Británico)
- Reino de Siam
- República de San Marino (a partir de junio de 1915)

## Aliados nominales
Países que declararon la guerra a las Potencias Centrales pero que no participaron militarmente:
- Principado de Andorra (desde 1914)[2]
- República de China (a partir de agosto de 1917, pero un año antes los británicos los reclutaron para trabajos detrás de la línea del frente)[3]
- República de Costa Rica (a partir de mayo de 1918)
- República de Cuba (a partir de abril de 1917)
- República de Guatemala (a partir de abril de 1918)
- República de Liberia (a partir de agosto de 1917)
- República de Haití (a partir de julio de 1918)
- República de Honduras (a partir de julio de 1918)
- República de Panamá (en abril de 1917 declaró la guerra a Alemania, en diciembre de 1917 al Imperio austrohúngaro).
- República de Nicaragua (el 8 de abril declaró la guerra a Alemania y Austria-Hungría).

## Fuerzas y pérdidas de las potencias aliadas

Gráfica circular mostrando las bajas de las fuerzas aliadas.

| País           | Fuerzas movilizadas | Muertos en combate | Heridos en combate | Pérdidas totales | Porcentaje de pérdidas respecto al total de fuerzas movilizadas |
| -------------- | ------------------- | ------------------ | ------------------ | ---------------- | --------------------------------------------------------------- |
| Australia      | 412 953             | 61 928             | 152 171            | 214 099          | 52%                                                             |
| Bélgica        | 267 000             | 38 172             | 44 686             | 82 858           | 31%                                                             |
| Canadá         | 28 964              | 56 639             | 149 732            | 214 676          | 34%                                                             |
| Estados Unidos | 4 355 000           | 116 708            | 205 690            | 322 398          | 7%                                                              |
| Francia        | 8 410 000           | 1 186 000          | 4 266 000          | 5 663 800        | 67%                                                             |
| Grecia         | 230 000             | 26 000             | 21 000             | 47 000           | 20%                                                             |
| India          | 1 440 437           | 74 187             | 143 401            | 217 588          | 15%                                                             |
| Italia         | 5 615 000           | 651 010            | 953 886            | 1 604 896        | 29%                                                             |
| Japón          | 800 000             | 415                | 907                | 1322             | <1%                                                             |
| Montenegro     | 50 000              | 3000               | 10 000             | 13 000           | 26%                                                             |
| Nueva Zelanda  | 128 525             | 18 050             | 41 317             | 59 367           | 46%                                                             |
| Terranova      | 11 922              | 1204               | 2314               | 3518             | 30%                                                             |
| Portugal       | 100 000             | 7222               | 13 751             | 20 973           | 21%                                                             |
| Reino Unido    | 6 200 000           | 885 138            | 1 663 435          | 2 548 573        | 41%                                                             |
| Rumanía        | 750 000             | 250 000            | 120 000            | 370 000          | 43%                                                             |
| Rusia          | 12 000              | 1 811 000          | 4 950 000          | 6 761 000        | 59%                                                             |
| Serbia         | 707 343             | 275 000            | 133 148            | 408 148          | 20%                                                             |
| Sudáfrica      | 136 070             | 9463               | 12 029             | 21 492           | 16%                                                             |
| Total          | 42 243 214          | 5 691 241          | 12 809 280         | 18 500 521       | 44%                                                             |

| Rusia          | 173,2 | 21.700 km²     | 257,7   |
| Francia        | 39,8  | 500.000 km²    | 138,7   |
| Reino Unido    | 46    | 300.000 km²    | 226,4   |
| Italia         | 35.6  | 300.000 km²    | 93,3    |
| Estados Unidos | 95,5  | 7.800.000 km²  | 511,6   |
| Total          | 793,3 | 67.500.000 km² | 1.096,5 |